# هنری-جوزف د فارستر
هنری-جوزف د فارستر (انگلیسی: Henri-Joseph de Forestier; تاریخ ورودی نامعتبر است – ۲۵ دسامبر ۱۸۷۲) نقاش اهل فرانسه بود.
وی همچنین برندهٔ جوایزی همچون لژیون دونور (شوالیه) و جایزه بزرگ رم شده‌است.